# Carnaval de Rio 2017
Cette page répertorie les participants de tous les carnavals de Rio 2017.

## Groupe Spécial

### Défilé Groupe Spécial
| 26 Février 2017                       |
| Paraíso do Tuiuti                     |
| Acadêmicos do Grande Rio              |
| Imperatriz Leopoldinense              |
| Unidos de Vila Isabel                 |
| Acadêmicos do Salgueiro               |
| Beija-Flor                            |
| 26 Février 2017                       |
| União da Ilha do Governador           |
| São Clemente                          |
| Mocidade Independente de Padre Miguel |
| Unidos da Tijuca                      |
| Portela                               |
| Estação Primeira de Mangueira         |

### Samba Enredo Groupe Spécial
| Pistes | Écoles de Samba                       | Titres                                                            | Auteurs | Interprètes                      |
| Pistes | Écoles de Samba                       | Titres                                                            | Auteurs | Special Participation            |
| ------ | ------------------------------------- | ----------------------------------------------------------------- | --- | -------------------------------- |
| 1      | Estação Primeira de Mangueira         | Só com a ajuda do Santo                                           | Lequinho, Júnior Fionda, Flavinho Horta Gabriel Martins, Gabriel Machado, Igor Leal                                                           | Ciganerey                        |
| 2      | Unidos da Tijuca                      | Música na alma, inspiração de uma nação                           | Totonho, Fadico, Josemar Manfredini, Dudu, Sérgio Alan                                                                                        | Tinga                            |
| 3      | Portela                               | Foi um rio que passou em minha vida e meu coração se deixou levar | Samir Trindade, Elson Ramires, Neizinho do Cavaco, Paulo Lopita 77 Beto Rocha, Girão, J.Sales                                                 | Gilsinho                         |
| 4      | Acadêmicos do Salgueiro               | A Divina Comédia do Carnaval                                      | Marcelo Motta, Fred Camacho, Guinga do Salgueiro Getúlio Coelho, Ricardo Neves, Francisco Aquino                                              | Serginho do Porto Leonardo Bessa |
| 4      | Acadêmicos do Salgueiro               | A Divina Comédia do Carnaval                                      | Marcelo Motta, Fred Camacho, Guinga do Salgueiro Getúlio Coelho, Ricardo Neves, Francisco Aquino                                              | Xande de Pilares                 |
| 5      | Beija-Flor                            | A Virgem dos Lábios de Mel - Iracema                              | Claudemir, Maurição, Ronaldo Barcellos, Bruno Ribas Fábio Alemão, Wilson Tatá, Alan Vinicius, Betinho Santos                                  | Neguinho da Beija-Flor           |
| 6      | Imperatriz Leopoldinense              | Xingu - O Clamor Que Vem da Floresta                              | Moisés Santiago, Adriano Ganso, Jorge do Finge, Aldir Senna                                                                                   | Arthur Franco                    |
| 7      | Acadêmicos do Grande Rio              | Ivete do Rio ao Rio!                                              | Paulo Onça, Kaká, Dinho Artiligri Rubens Gordinho, Alan Vasconcelos, Marco Moreno                                                             | Emerson Dias                     |
| 7      | Acadêmicos do Grande Rio              | Ivete do Rio ao Rio!                                              | Paulo Onça, Kaká, Dinho Artiligri Rubens Gordinho, Alan Vasconcelos, Marco Moreno                                                             | Ivete Sangalo                    |
| 8      | Unidos de Vila Isabel                 | O Som da Cor                                                      | Arthur das Ferragens, Gustavinho Oliveira, Danilo Garcia Braguinha, Rafael Zimmermann, Júlio Alves                                            | Igor Sorriso                     |
| 9      | São Clemente                          | Onisuáquimalipanse                                                | Toninho Nascimento, Luiz Carlos Máximo, Anderson Paz Gustavo Albuquerque, Camilo Jorge, Marcelão da Ilha                                      | Leozinho Nunes                   |
| 10     | Mocidade Independente de Padre Miguel | As Mil e Uma Noites de uma Mocidade pra lá de Marrakech           | Altay Veloso, Paulo César Feital, Zé Glória, J. Giovanni, Dadinho Zé Paulo Sierra, Gustavo Soares, Fábio Borges, André Baiacu, Thiago Meiners | Wander Pires                     |
| 11     | União da Ilha do Governador           | Nzara Ndembu - Glória ao senhor tempo                             | Marinho, Lobo Junior, Felipe Mussili, Beto Mascarenhas, Dr. Robson Rony Sena, Marcelão da Ilha, MM, Gusttavo Clarão                           | Ito Melodia                      |
| 12     | Paraíso do Tuiuti                     | Carnavaleidoscópio Tropifágico                                    | Carlinhos Chirrinha, Rafael Bernini, Luis Caxias, Wellington Onirê Fernandão, Alexandre Cabeça, Felipe Cardoso, Caramujo                      | Wantuir                          |

### Résultats Groupe Spécial
| Pos | Samba schools                         | Pts   | Classification Relégué |
| --- | ------------------------------------- | ----- | ---------------------- |
| 1   | Portela                               | 269.9 | Champion Carnaval,     |
| 1   | Mocidade Independente de Padre Miguel | 269.8 | Champion Carnaval,     |
| 3   | Acadêmicos do Salgueiro               | 269.7 | Resté Groupe Spécial   |
| 4   | Estação Primeira de Mangueira         | 269.6 | Resté Groupe Spécial   |
| 5   | Acadêmicos do Grande Rio              | 269.4 | Resté Groupe Spécial   |
| 6   | Beija-Flor                            | 269.2 | Resté Groupe Spécial   |
| 7   | Imperatriz Leopoldinense              | 268.5 | Resté Groupe Spécial   |
| 8   | União da Ilha do Governador           | 267.8 | Resté Groupe Spécial   |
| 9   | São Clemente                          | 267.4 | Resté Groupe Spécial   |
| 10  | Unidos de Vila Isabel                 | 267.4 | Resté Groupe Spécial   |
| 11  | Unidos da Tijuca                      | 266.8 | Resté Groupe Spécial   |
| 12  | Paraíso do Tuiuti                     | 264.6 | Resté Groupe Spécial   |

## Série A

### Globo Rio
| 24 Février 2017           |
| Acadêmicos do Sossego     |
| Alegria da Zona Sul       |
| Unidos do Viradouro       |
| Império da Tijuca         |
| União do Parque Curicica  |
| Estácio de Sá             |
| Acadêmicos de Santa Cruz  |
| 25 Février 2017           |
| Acadêmicos da Rocinha     |
| Acadêmicos do Cubango     |
| Inocentes de Belford Roxo |
| Império Serrano           |
| Unidos de Padre Miguel    |
| Renascer de Jacarepaguá   |
| Unidos do Porto da Pedra  |

### Samba Enredo Série A
| Pis. | Écoles de Samba           | Titres                                                                                           | Auteurs | Interprètes                    |
| Pis. | Écoles de Samba           | Titres                                                                                           | Auteurs | Special Participation          |
| ---- | ------------------------- | ------------------------------------------------------------------------------------------------ | --- | ------------------------------ |
| 1    | Unidos de Padre Miguel    | Ossain - O Poder da Cura                                                                         | W. Corrêa, Samir Trindade, Cláudio Russo, Marquinhos, Alan Santos Jr. Beija-Flor, Carlinhos do Mercadinho, Cabeça do Ajax, Ribeirinho, Dilson Marimba                                                              | Pixulé                         |
| 2    | Unidos do Viradouro       | E Todo Menino é Um Rei                                                                           | Felipe Filósofo, Renan Gêmeo, Manolo, Fabio Borges, Claudio Mattos Rodrigo Gêmeo, Anderson Lemos, Diego Nicolau, Marcello Bertolo                                                                                  | Zé Paulo Sierra                |
| 2    | Unidos do Viradouro       | E Todo Menino é Um Rei                                                                           | Felipe Filósofo, Renan Gêmeo, Manolo, Fabio Borges, Claudio Mattos Rodrigo Gêmeo, Anderson Lemos, Diego Nicolau, Marcello Bertolo                                                                                  | Dominguinhos do Estácio        |
| 3    | Estácio de Sá             | É! O moleque desceu o São Carlos, pegou um sonho e partiu com a Estácio!                         | Daniel Gonzaga, Edson Marinho, Cláudio Russo, Lequinho, Igor Ferreira, Dr. Jorge, Salviano Júlio Alves, Alexandre Moraes, Marquinhos, Hugo Bruno, Tinga, Gabriel Martins                                           | Thiago Brito                   |
| 4    | Império Serrano           | Meu Quintal é Maior do Qu'o Mundo                                                                | Lucas Donato, Tico do Gato, Andinho Samara, Victor Rangel, Jefferson Oliveira, Ronaldo Nunes André do Posto 7, Vagner Silva, Vinicius Ferreira, Rafael Gigante, Totonho                                            | Marquinho Art'Samba            |
| 5    | Unidos do Porto da Pedra  | Ó Abre-alas qu'as Marchinhas vão passar! Porto da Pedra é quem vai ganhar… seu coração!          | Bira, Márcio Rangel, Alexandre Villela, Eric Costa, Adelyr Oscar Bessa, Rafael Raçudo, Bruno Soares, Paulo Borges                                                                                                  | Anderson Paz                   |
| 5    | Unidos do Porto da Pedra  | Ó Abre-alas qu'as Marchinhas vão passar! Porto da Pedra é quem vai ganhar… seu coração!          | Bira, Márcio Rangel, Alexandre Villela, Eric Costa, Adelyr Oscar Bessa, Rafael Raçudo, Bruno Soares, Paulo Borges                                                                                                  | Cordão da Bola Preta           |
| 6    | Acadêmicos do Cubango     | Versando Nogueira nos Cem Anos do Ritmo qu'é Nó na Madeira                                       | Gabriel Martins, Belo, Rafael Coutinho, Robson Ramos, Sergio Careca, Dema Chagas Tricolor, Vinicius Xavier, Thiago Farias, Duda, Fadico, Igor Leal                                                                 | Hugo Junior                    |
| 7    | Império da Tijuca         | O Último dos Profetas                                                                            | Gilmar L. Silva, Michel do Alto, Serginho Roco, Ferreti, Ismael David et Washington Motta | Rogerinho                      |
| 8    | Renascer de Jacarepaguá   | O Papel e o Mar                                                                                  | Cláudio Russo, Moacyr Luz, Diego Nicolau | Diego Nicolau Evandro Malandro |
| 9    | Inocentes de Belford Roxo | Os Vilões - O Verso do Reverso                                                                   | Samir Trindade, Ribeirinho, Neyzinho do Cavaco, Gilberto Oliveira, Herbert Rocha, Adriano Detran Elton Babu, Jorge Martelo, Junior Trindade, Domingos do Peixe, Girão                                              | Nino do Milênio                |
| 10   | Alegria da Zona Sul       | Vou Festejar… Com Beth Carvalho, a Madrinha do Samba                                             | Pixulé, Rafel Tubino, James Bernardes, André Kaballa, Marcelão, Marco Moreno José Mário, Pedro Miranda, Victor Alves, Junior Santana, Diego Tavares, LC Vasques                                                    | Igor Vianna                    |
| 11   | União do Parque Curicica  | O Importante é ser feliz e mais nada!                                                            | Neguinho, Tide, Mariano, Cléber, Alex Português Berequinho JPA, Tonho do Cavaco, Fabian Guerreiro, Aniceto, Robertinho Bacairis                                                                                    | Ronaldo Yllê                   |
| 12   | Acadêmicos de Santa Cruz  | Vou levar somente o que couber no bolso e no coração! Uma viagem de sabedoria além da imaginação | Cláudio Russo, Fernando de Lima, Tatiane Abrantes, Zé Gloria, Preguinho, Zé Luiz, Roninho Caetano, André Felix Rafael Lima, Jorge Maia, Jack Topete, Gil Lessa, Claudio Brow, Renatinho do Batuque, Junior Pitbull | Pavarotti                      |
| 13   | Acadêmicos da Rocinha     | No Saçarico da Marquês, Tem Mais Um Freguês: Viriato Ferreira                                    | Flavinho Segal, Fadico, Anderson Benson, Dudu, Renato Galante Mauricio Amorin, Leandro RC, Otávio, Gui Cruz, Wagner Rodrigues                                                                                      | Leléu                          |
| 14   | Acadêmicos do Sossego     | Zezé Motta - A Deusa de Ébano                                                                    | Felipe Filósofo, Ademir Ribeiro, Sérgio Joca, Marcelo do Rap, Fabio Borges, João Perigo, Paulinho Ju, Bertolo | Leandro Santos                 |
| 14   | Acadêmicos do Sossego     | Zezé Motta - A Deusa de Ébano                                                                    | Felipe Filósofo, Ademir Ribeiro, Sérgio Joca, Marcelo do Rap, Fabio Borges, João Perigo, Paulinho Ju, Bertolo | Zezé Motta                     |

### Résultats Série A
| Pos | Samba schools             | Pts   | Classification Relégué |
| --- | ------------------------- | ----- | ---------------------- |
| 1   | Império Serrano           | 269.8 | Promus Groupe Spécial  |
| 2   | Unidos do Viradouro       | 269.3 | Resté Série A          |
| 3   | Estácio de Sá             | 269.1 | Resté Série A          |
| 4   | Unidos de Padre Miguel    | 268.9 | Resté Série A          |
| 5   | Unidos do Porto da Pedra  | 268.2 | Resté Série A          |
| 6   | Acadêmicos da Rocinha     | 266.6 | Resté Série A          |
| 7   | Império da Tijuca         | 266.3 | Resté Série A          |
| 8   | Acadêmicos do Cubango     | 265.6 | Resté Série A          |
| 9   | Inocentes de Belford Roxo | 265.2 | Resté Série A          |
| 10  | Renascer de Jacarepaguá   | 265.1 | Resté Série A          |
| 11  | Acadêmicos do Sossego     | 264.5 | Resté Série A          |
| 12  | Acadêmicos de Santa Cruz  | 264.2 | Resté Série A          |
| 13  | Alegria da Zona Sul       | 263.3 | Resté Série A          |
| 14  | União do Parque Curicica  | 260.6 | Relégué Série B        |

## Série B

### Défilé Série B
| 28 février 2017                 |
| Vizinha Faladeira               |
| Caprichosos de Pilares          |
| Unidos do Jacarezinho           |
| Unidos do Cabuçu                |
| Acadêmicos do Engenho da Rainha |
| Tradição                        |
| Unidos da Ponte                 |
| Leão de Nova Iguaçu             |
| Favo de Acari                   |
| Em Cima da Hora                 |
| Mocidade Unida do Santa Marta   |
| Arame de Ricardo                |
| Unidos de Bangu                 |

### Samba Enredo Série B
| Pis. | Écoles de Samba                 | Titres                                                                               | Auteurs | Interprètes                        |
| ---- | ------------------------------- | ------------------------------------------------------------------------------------ | --- | ---------------------------------- |
| 1    | Vizinha Faladeira               | A Última do Português a que nem Camões contaria...                                   | Betinho do Cavaco, Júnior Nascimento, Leandro RC Jota do Táxi, Gui Cruz, Flavinho Segal | Marcelinho da Vizinha              |
| 2    | Unidos do Jacarezinho           | O dia em que o jacaré comeu a noite                                                  | Madalena, Serginho Aguiar, Felipe Nazário Elaine Ribeiro, Carlinhos Ousadia, Fred Lima | Aílton Santos                      |
| 3    | Unidos do Cabuçu                | Domingo Menino Dominguinhos                                                          | Jeferson Oliveira, Junior Fionda, Betinho Santana Laércio, Vando Orelha, Victor Rangel | Tuninho Junior                     |
| 4    | Acadêmicos do Engenho da Rainha | Eu sou o samba                                                                       | Lequinho, Júnior Fionda, Gabriel Martins, Girão Neyzinho do Cavaco, Lucas Donato, Igor Pitta | Lucas Donato Igor Pitta            |
| 5    | Tradição                        | O Lago dos Cisnes                                                                    | Lequinho da Mangueira, Gabriel Martins, Zé Luiz Escafura Lucas Donato, Fadico et Igor Leal | Marquinhos Silva                   |
| 6    | Unidos da Ponte                 | Roberto Ribeiro, o menino rei                                                        | Alex Ribeiro, Tuninho Nascimento, Lucas Donato, Helio Oliveira LM, Dinho et Grey | Lico Monteiro                      |
| 7    | Leão de Nova Iguaçu             | llê Axé Opô Afonjá - O Rei está na terra                                             | Mauro Naval, Myngal, Murilo Rayol, Mingauzinho, Douglas Oliveira Rodrigo Marreco, Rael, Renan Pereira, Valdecir Moreno, Dedé Pingo Sargento, Marquinhos Valério                                          | Bico Doce                          |
| 8    | Favo de Acari                   | O samba não tem fronteiras, O Favo de Acari conta a história dos bambas da Mangueira | Lucas Donato e Vitor Cezar | Diego Nascimento Barata Benevenuto |
| 9    | Em Cima da Hora                 | Maria, nossa mãe Aparecida: 300 anos de bençãos                                      | André Kaballa, Rafael Tubino, Arilson Trindade, Pelé Thiago Meiners, Botafogo, Regina Rizzo | Maderson Carvalho                  |
| 10   | Mocidade Unida do Santa Marta   | Bip Bip, um Bar a Serviço da Alegria… Lá onde o Samba está em Casa!                  | Raí Trovisck, Luís Fernando, Henrique Santos, Dalton Cunha Guilherme Salgueiro, Matheus Viug, Wallace Professor                                                                                          | Digão                              |
| 11   | Arame de Ricardo                | Ora, pois... Hoje o banquete é Real                                                  | Alan Miranda, Leandro Santos, Diego Kashima, Barone, Otaviano | Tem-Tem Jr                         |
| 12   | Unidos de Bangu                 | Onde há fumaça, há fogo!                                                             | Tem-Tem Jr, Richard Valença, Diego Nicolau Marquinho Art'Samba, Dudu Senna, Rafael Prates André Baiacu, Professor Fernando, Renan Diniz Rafael Tinguinha, Kevin Sardou Márcio Campos SP, Wallace Tafakgi | Niu Souza                          |

### Résultats Série B
| Pos | Samba schools                   | Pts   | Classification or relegation |
| --- | ------------------------------- | ----- | ---------------------------- |
| 1   | Unidos de Bangu                 | 269.1 | Promus Série A               |
| 2   | Unidos do Cabuçu                | 269   | Resté Série B                |
| 3   | Tradição                        | 268.9 | Resté Série B                |
| 4   | Arame de Ricardo                | 268.9 | Resté Série B                |
| 5   | Em Cima da Hora                 | 268.7 | Resté Série B                |
| 6   | Acadêmicos do Engenho da Rainha | 268.6 | Resté Série B                |
| 7   | Vizinha Faladeira               | 268.5 | Resté Série B                |
| 8   | Unidos da Ponte                 | 268.4 | Resté Série B                |
| 9   | Unidos do Jacarezinho           | 268.2 | Resté Série B                |
| 10  | Leão de Nova Iguaçu             | 267.7 | Relégué Série C              |
| 11  | Caprichosos de Pilares          | 266.2 | Relégué Série C              |
| 12  | Favo de Acari                   | 265.3 | Relégué Série C              |
| 13  | Mocidade Unida do Santa Marta   | 262.1 | Relégué Série C              |

## Série C

### Défilé Série C
| 27 février 2017             |
| Unidos da Vila Kennedy      |
| Arranco                     |
| União de Jacarepaguá        |
| Boca de Siri                |
| Arrastão de Cascadura       |
| Lins Imperial               |
| Unidos das Vargens          |
| Acadêmicos de Vigário Geral |
| Flor da Mina do Andaraí     |
| Coroado de Jacarepaguá      |
| Unidos de Vila Santa Tereza |
| Sereno de Campo Grande      |
| Unidos de Lucas             |

### Samba Enredo Série C
| Pis. | Écoles de Samba             | Titres                                                                                           | Auteurs | Interprètes                  |
| ---- | --------------------------- | ------------------------------------------------------------------------------------------------ | --- | ---------------------------- |
| 1    | Unidos da Vila Kennedy      | A Vila Kennedy Canta, Ilú Ayê ao Brasil da Liberdade                                             | Arlindo Cruz, Zé Glória, André Baiacu, Doutora Daniele Beto Peçanha, Gugu, Índia Guerreira, Pixulé Victor Alves, Thiago Meiners, Val Souza, Igor Vianna                                | Thiago Acácio                |
| 2    | Arranco                     | Regina Celi e Salgueiro: uma história de amor sem ponto final                                    | Luiz Fernando, Hélio Porto, João Paulo Barros, Wallace do Cavaco | Léo Simpatia                 |
| 3    | União de Jacarepaguá        | Os Retornantes                                                                                   | Alexandre Valle, Ivanisia Lima, Lequinho da Mangueira, Junior Fionda et Fadico | Tiãozinho Cruz               |
| 4    | Boca de Siri                | Brincar carnaval é                                                                               | Leozinho, William Hartman, Marcelo Cachaça Professor Aluísio, Marcão Bam Bam et Emanuel Apoteose                                                                                       | Jefão                        |
| 5    | Arrastão de Cascadura       | #Guerreiros                                                                                      | André Kaballa, Jorginho Moreira, Tinga, Flávio Back Amendoim de Cascadura, Professor Laranjo, Tim do Táxi et Flavinho Segal                                                            | Português                    |
| 6    | Lins Imperial               | O Monarca do samba                                                                               | Dudu Mendes, Sylvinho, Geraldo Filho Queilo, Cristiano Santos et Chacal do Sax | Tuil Pontes Rafael Tinguinha |
| 7    | Unidos das Vargens          | Terra, água, fogo e ar – Uma explosão de vida                                                    | Léo Guimarães, Fred Lima, Andinho Samara, Márcio Alexandre | Edmilson Gago Nino Smith     |
| 8    | Acadêmicos de Vigário Geral | Contos do Vigário: "Nasce um trouxa a cada minuto"                                               | Serginho Aguiar, Samir Trindade, Neyzinho do Cavaco Carlinhos Ousadia, Girão, Gigi da Estiva Nino Smith, Tadeuzingo, Luiz de Vigário                                                   | Marcelo Riva                 |
| 9    | União de Maricá             | Mistérios da meia-noite                                                                          | Wagner Mariano, João Gabriel | Matheus Gaúcho               |
| 10   | Flor da Mina do Andaraí     | Mães do Brasil, histórias de luta, esperança e amor. Na passarela do carnaval a vocês. uma flor! | Fábio de Deus, Erivelto Silva, Edu Casa Leme | Eduardo Dias                 |
| 11   | Coroado de Jacarepaguá      | África: religiões de lá pra ká!                                                                  | Tony Bem, Igor Mendonça, Cleber Padrinho Anderson Bala, Júnior Madureira, Fábio Martins Júlio Negão, Diego Nicolau, China                                                              | Leo Capoeira                 |
| 12   | Unidos da Vila Santa Tereza | Abracadabra                                                                                      | Thiago Brito, Carlinho do Ajax, Amaro Poeta, Renan Diniz, Serginho Castro | Bruno Revelação              |
| 13   | Sereno de Campo Grande      | Com muito calor humano, O Sereno é suburbano!                                                    | Zé Glória, Jaci Campo Grande, Galego Sérgio Alan, Gláucio Oliveira, Fernando Moreira Marcelinho do Cavaco, Rodney, Maurinho da Júlio Solano Santos, Denílson Rosário, Carlinhos Piloto | Carlinhos Piloto             |
| 14   | Unidos de Lucas             | Uma viagem ao coração do Rio!                                                                    | Sidinho, Pinto, Luiz Carlos, Zenaide, Ita Ribeiro | David do Pandeiro            |

### Résultats Série C
| Pos | Samba schools               | Pts   | Classification Relégué |
| --- | --------------------------- | ----- | ---------------------- |
| 1   | Unidos das Vargens          | 269.4 | Promus Série B         |
| 2   | Lins Imperial               | 269.4 | Promus Série B         |
| 3   | Acadêmicos de Vigário Geral | 269.2 | Promus Série B         |
| 4   | Unidos de Lucas             | 269.2 | Resté Série C          |
| 5   | Boca de Siri                | 269   | Resté Série C          |
| 6   | Arranco                     | 269   | Resté Série C          |
| 7   | Sereno de Campo Grande      | 268.8 | Resté Série C          |
| 8   | Unidos da Vila Santa Tereza | 268.8 | Resté Série C          |
| 9   | União de Maricá             | 268.5 | Resté Série C          |
| 10  | Unidos da Vila Kennedy      | 268.4 | Resté Série C          |
| 11  | União de Jacarepaguá        | 268.3 | Relégué Série D        |
| 12  | Coroado de Jacarepaguá      | 266.6 | Relégué Série D        |
| 13  | Arrastão de Cascadura       | 266.4 | Relégué Série D        |
| 14  | Flor da Mina do Andaraí     | 266.1 | Relégué Série D        |

## Série D

### Défilé Série D
| 26 février 2017                  |
| Alegria do Vilar                 |
| Acadêmicos do Dendê              |
| Unidos da Villa Rica             |
| Mocidade Unida da Cidade de Deus |
| Chatuba de Mesquita              |
| Rosas de Ouro                    |
| Unidos de Manguinhos             |
| Mocidade Independente de Inhaúma |
| Nação Insulana                   |
| Império da Uva                   |
| Difícil é o Nome                 |
| Tupy de Brás de Pina             |
| Unidos de Cosmos                 |
| Acadêmicos da Abolição           |

### Samba Enredo Série C
| Pistes | Écoles de Samba                  | Titres                                                                                       | Auteurs | Interprètes                        |
| ------ | -------------------------------- | -------------------------------------------------------------------------------------------- | --- | ---------------------------------- |
| 1      | Alegria do Vilar                 | Sinfônica poética daqueles que não se deixaram escravizar (Confederação dos Tamoios)         | Leozinho Nunes, João Perigo, Júlio Page, Carvalho, Marquinhos Rosali, Carlos Ahumada Igor Pitta, Romildo Junior, Paulinho Cerezo, Will do Bola Preta | Pingo Sargento                     |
| 2      | Acadêmicos do Dendê              | Viagem Fantástica na Arca do Poetinha                                                        | Cadinho Silva, Gugu das Candongas, Marquinhus do Banjo, Rosângela Cunha Tuninho, Maneco Silva, Rafael Mikaiá, Roger Linhares                         | Felipe Lima                        |
| 3      | Unidos da Villa Rica             | Amazônia, O coração do Brasil                                                                | Pato Roco, Dudu Cantão, Igor K. Cacau, Edinho, Diogo Rodrigues                                                                                       | Mário Sérgio Hugo                  |
| 4      | Mocidade Unida da Cidade de Deus | Da Avenida Central a Rio Branco do carnaval                                                  | Bano Alves, Claudinho DVD, Márcio Pança, Jean Carlos Valter Pena, Tony Bem, Igor Mendonça, Henrique Alves                                            | Rogerinho da Mangueira             |
| 5      | Chatuba de Mesquita              | O bobo na corte do carnaval                                                                  | Mailton do Cavaco, Márcia do Gueto, Tom Tom Barros Valcenir, Jorge Patrício, Rosael Gadelha                                                          | Glório                             |
| 6      | Rosas de Ouro                    | Uma grande viagem ao reino encantado da imaginação                                           | Serginho Cataguases, Luizinho da Light, Xanddy, Adilson Franco, Heleno de Paula                                                                      | Xanddy                             |
| 7      | Unidos de Manguinhos             | GRES Unidos de Manguinhos apresenta… no Só Para Quem Pode, Boêmios e Periquitos da Mangueira | Gilson Bernini, Macambira, Jorginho Bernini | Vadinho Freire                     |
| 8      | Mocidade Independente de Inhaúma | Contos de Fadas                                                                              | Odmar do Banjo, Barata, Carlinhos Devagar, Tim do Táxi, Márcio Pança                                                                                 | Lid Souza                          |
| 9      | Nação Insulana                   | Nas asas da águia, O orgulho de uma Nação                                                    | Walkir Jr, Mauricio Baterilha, Rafael Mikaiá, Leozinho Versador                                                                                      | Cadinho da Ilha Nélio Marins       |
| 10     | Império da Uva                   | Brasil Africano, O Canto dos Silenciados                                                     | Didi, Julinho CA, Américo, Oswaldo de Quintino, Marcelinho Santos                                                                                    | Antônio Nick Taroba                |
| 11     | Matriz de São João de Meriti     | Ah! eu to feliz, eu vou na praia com a Matriz                                                | Charles 99, Og do Cavaco, João da Light, Cabeça Jr, Marcos Orelha                                                                                    | Joãozinho                          |
| 12     | Difícil é o Nome                 | Difícil é não amar! Quadrilha do Sampaio, 60 anos de história na cultura popular             | Jorginho Moreira, Sidney de Pilares, Prof. Laranjo, Alexandre Valle, Willian Salão                                                                   | Raphael Bart                       |
| 13     | Tupy de Brás de Pina             | O dom de Wilson das Neves                                                                    | Vander Silveira, Marcelo Guimarães, Ney do Pagode, Licínio Simpatia                                                                                  | Lelê do Cavaco Claudinho do Pagode |
| 14     | Unidos de Cosmos                 | Ao mestre com carinho                                                                        | Douglas Ramos, William Picote, Igor Eduardo, Tin, Danilo Martins                                                                                     | Fabrício Alves                     |
| 15     | Acadêmicos da Abolição           | Oxóssi, O Caçador                                                                            | Diego Nicolau, Richard Valença, Serginho Castro Júlio Silva, Rudá Neto, Renan Diniz Raphael Olímpio, Ambrosio, Tem-Tem Jr                            | Raphael Krek                       |

### Résultats Série D
| Pos | Samba schools                    | Pts   | Classification Relégué |
| --- | -------------------------------- | ----- | ---------------------- |
| 1   | Império da Uva                   | 269.4 | Promus Série C         |
| 2   | Rosas de Ouro                    | 269.2 | Promus Série C         |
| 3   | Difícil é o Nome                 | 268.9 | Promus Série C         |
| 4   | Chatuba de Mesquita              | 268.5 | Resté Série D          |
| 5   | Mocidade Independente de Inhaúma | 268.2 | Resté Série D          |
| 6   | Alegria do Vilar                 | 267.6 | Resté Série D          |
| 7   | Unidos de Cosmos                 | 267.5 | Resté Série D          |
| 8   | Tupy de Brás de Pina             | 267.3 | Resté Série D          |
| 9   | Unidos da Villa Rica             | 266.9 | Resté Série D          |
| 10  | Acadêmicos da Abolição           | 266.6 | Resté Série D          |
| 11  | Unidos de Manguinhos             | 266.6 | Relégué Série E        |
| 12  | Acadêmicos do Dendê              | 268.5 | Relégué Série E        |
| 13  | Nação Insulana                   | 264.4 | Relégué Série E        |
| 14  | Mocidade Unida da Cidade de Deus | 263.5 | Relégué Série E        |
| 15  | Matriz de São João de Meriti     | 0.0   | Relégué Série E        |

## Série E

### Défilé Série E
| 4 mars 2017                   |
| Feitiço do Rio                |
| Corações Unidos do Amarelinho |
| Unidos do Salgueiro           |
| Acadêmicos do Jardim Bangu    |
| Unidos do Cabral              |
| Embalo Carioca                |
| Gato de Bonsucesso            |
| Império Ricardense            |
| Chora na Rampa                |
| Colibri de Mesquita           |
| Boêmios de Inhaúma            |
| Acadêmicos de Pilares         |
| Delírio da Zona Oeste         |
| Acadêmicos de Madureira       |
| Boi da Ilha do Governador     |

### Résultats Série E
| Pos | Samba schools                 | Pts   | Classification Relégué |
| --- | ----------------------------- | ----- | ---------------------- |
| 1   | Império Ricardense            | 169.7 | Promus Série D         |
| 2   | Acadêmicos de Madureira       | 169.5 | Promus Série D         |
| 3   | Corações Unidos do Amarelinho | 169.4 | Promus Série D         |
| 4   | Acadêmicos do Jardim Bangu    | 169.2 | Resté Série E          |
| 5   | Gato de Bonsucesso            | 168.6 | Resté Série E          |
| 6   | Boêmios de Inhaúma            | 167.9 | Resté Série E          |
| 7   | Feitiço do Rio                | 167.6 | Resté Série E          |
| 8   | Colibri de Mesquita           | 167.5 | Resté Série E          |
| 9   | Boi da Ilha do Governador     | 166.9 | Suspendue ,            |
| 10  | Embalo Carioca                | 166.4 | Suspendue ,            |
| 11  | Delírio da Zona Oeste         | 165.9 | Suspendue ,            |
| 12  | Chora na Rampa                | 165.5 | Suspendue ,            |
| 13  | Unidos do Cabral              | 165.2 | Suspendue ,            |
| 14  | Unidos do Salgueiro           | 163.3 | Suspendue ,            |
| 15  | Acadêmicos de Pilares         | 152.9 | Suspendue ,            |